# Kalzium
Kalzium (termine tedesco per: Calcio) è un programma per la visualizzazione della tavola periodica degli elementi per l'ambiente desktop KDE.
Il programma contiene informazione sugli elementi chimici, incluso la massa, carica, foto, informazioni sulla scoperta, dati sulla chimica e sull'energia, e un modello dell'atomo. La tabella può essere configurata per mostrare la numerazione, la fase, e il colore degli elementi in vari modi. È possibile colorare la tabella stessa in base a varie proprietà chimiche, ad esempio per blocchi o secondo la famiglia di ogni elemento, oppure colorando gli elementi con un gradiente di colore rosso a seconda di una proprietà come il punto di ebollizione o il raggio atomico. Inoltre è disponibile un indice per date che consente di mostrare solo gli elementi scoperti fino a una data specifica.
Include anche alcuni strumenti utili allo studio della chimica, tra cui:
- un grafico per tracciare l'andamento di alcune proprietà degli elementi
- un semplice glossario
- una bilancia per calcolare il peso di qualsiasi molecola

A febbraio 2006 Carsten Niehaus, sviluppatore di Kalzium, ha ricevuto dalla sua università di Osnabrück il riconoscimento per l'affermazione del suo programma nel free software.

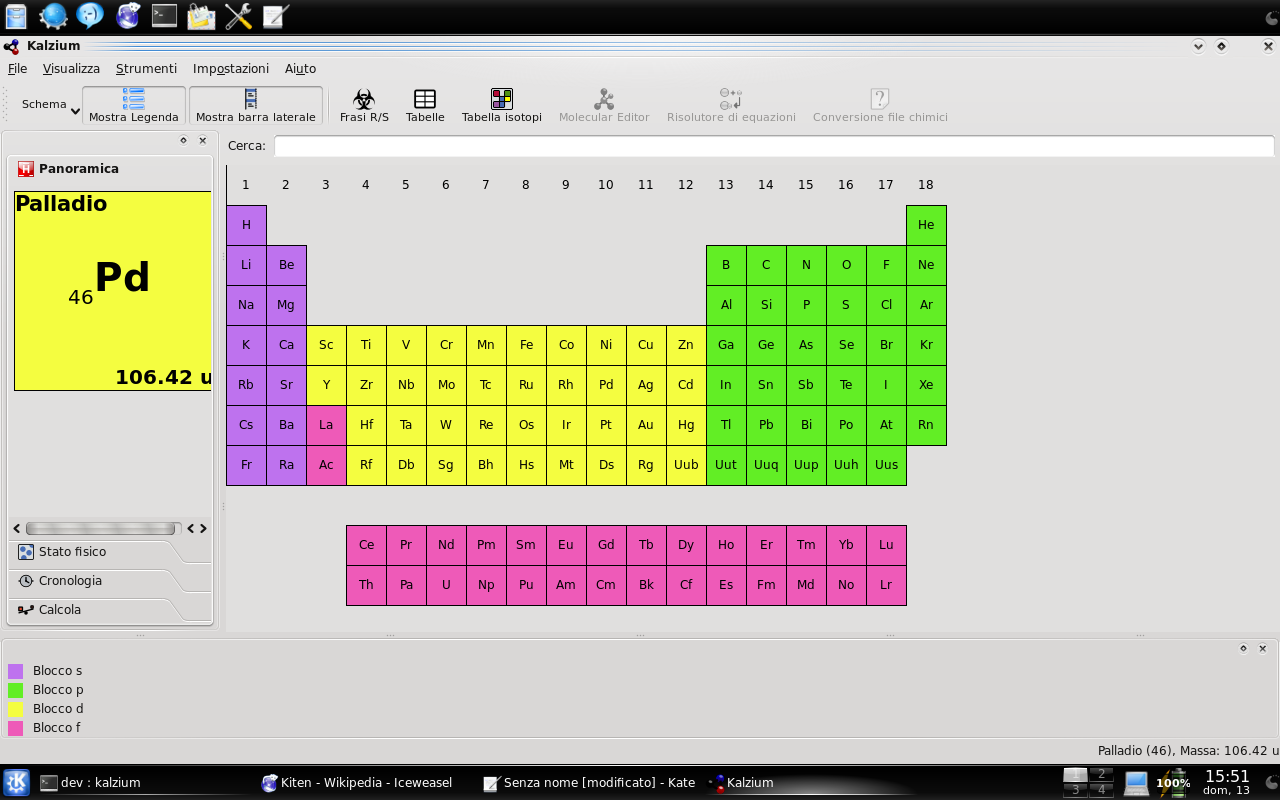
Una schermata di Kalzium